# Thomas Aye
Thomas Aye (* 11. Juli 1964 in Hamburg) ist ein deutscher Theaterregisseur, Schauspielpädagoge und Schriftsteller.

## Leben
1981 gründete Aye zusammen mit Frank Schikore das Mobile Untergrund Theater (M.U.T.), ein Sponti-Chaos-Bauchtheater, mit dem er sechs Jahre auftrat, u. a. beim Theatertreffen der Jugend 1983 in Berlin und beim Internationalen Theatertreffen der Jugend in Wien 1985. Danach begann er an der Rheinischen Tanz- und Theaterschule eine Schauspielausbildung (Unterricht u. a. bei Stephan Müller und Howard Sonnenklar), die er nach eineinhalb Jahren abbrach. Nach einem Abstecher in die Bildende Kunst (Henrik-Höfengens-Loch auf dem Gustaf-Gründgens-Platz in Düsseldorf) beendete er sein Studium an der Universität Hildesheim mit dem Schwerpunkt Theaterregie, Literatur und Bildende Kunst. Später war er Regieassistent am Schauspielhaus Hannover (Intendant: Ulrich Khuon) und an der Landesbühne Hannover.
Von 1992 bis 1994 leitete er den vom „Fonds Darstellende Künste“ geförderten schauspielpädagogischen Modellversuch theater katarrh (Hannover). Danach war er am Theater Görlitz für die Spielplangestaltung sowie die organisatorischen und finanziellen Belange der Kleinen Spielstätte (TaK) verantwortlich.
In den 2000er Jahren war er an der Universität der Künste – Institut für Theaterpädagogik im Team des Theaterpädagogischen Dienstes Berlin und im Rahmen des Projektes „Hallo Nazi“ am Grips-Theater als Theaterpädagoge in Brandenburg tätig.
Begleitend zu seinem Buch Praxis Schauspiel, in dem er seine Erfahrungen aus der Rheinischen Tanz- und Theaterschule verarbeitete, entwickelte Aye mit der Workshopreihe „Stanislawski and Friends“ ein Baukastensystem, bei dem die Theorie (das Arbeitsbuch Praxis Schauspiel) und die Praxis (das Kursangebot „Stanislawski and Friends“) miteinander verwoben sind. Das Spezifische daran ist die Systematik, mit der Thomas Aye in die klassische Schauspielpädagogik einführt. Statt eine oder zwei dieser „klassischen Schauspielschulen“ (Stanislawski, Meyerhold, Michael Tschechow, Brecht, Strasberg und Grotowski) in ihrer ganzen Komplexität vorzustellen, greift er, zum Beispiel aus dem Stanislawski-System, einige charakteristische Übungen heraus und stellt diese mit vergleichbaren Ansätzen der anderen Schauspielpädagogen in einen Kontext. Die neuen Ordnungskriterien in der klassischen Schauspielpädagogik sind damit nicht mehr die Schulen, sondern die Prinzipien, „Körper“, „Atmosphäre“, „sensorische Erinnerung“, „Rhythmus“ und „Verstand“, mit denen gearbeitet wird. In der Inszenierungspraxis wird dadurch der Dialog zwischen Schauspielern und Regisseuren erheblich entlastet und die jeweiligen ästhetischen Ansätze mitberücksichtigt.
Dieses Konzept lehrte er bundesweit in der Ausbildung von Schauspielern, Regisseuren und Theaterpädagogen, u. a. an der Akademie Remscheid, der Filmuniversität Babelsberg Konrad Wolf (hier in einer gemischten Gruppe aus Filmregisseuren und Schauspielern), der Universität Hildesheim, der Theater Akademie Stuttgart und im Studiengang „Schauspieltheater-Regie“ der Universität Hamburg.
Seit den 2010er Jahren arbeitet er vermehrt im Bereich Performance und als Schriftsteller.

## Veröffentlichungen
- Boza Boza.[2] Eine szenische Erzählung zum Thema Asyl und Abschiebung. Lesungen u. a. auf der Leipziger Buchmesse 2017. dahlemer verlagsanstalt, Berlin, 2016.
- »Künstler und Pädagogen – eine persönliche Bilanz über die Chancen von Theaterpädagogik«. In: Die Deutsche Bühne 3/2013
- Achtung! Straßenfußball.[3] Ein Buchprojekt von Martina Kröpelin und Thomas Aye mit einem Vorwort von Klaus Allofs, Deutschland, und Gert Potgieter, Südafrika. Schibri-Verlag, Milow, 2010. Gefördert durch die DFB Kulturstiftung.
- Theaterwerkstatt.[4] Themenheft zum Duden Oberstufenbuch „Deutsch“. Duden Schulbuchverlag, Berlin, 2009.
- Praxis Schauspiel.[1] Ein Einstieg in die klassische Schauspielpädagogik. Schibri-Verlag, Milow 2007 (3. Auflage).
- Meyerhold, eine Werkstatt mit Andrej Droznin (Moskau), kommentiert von Thomas Aye.[5] In: Brecht & Stanislawski und die Folgen. Herausgeber: Ingrid Henschel, Klaus Hoffmann und Florian Vaßen. Henschel Verlag, Berlin 1997.

## Inszenierungen (Auswahl)
- 1992: Woyzeck von Georg Büchner. Kuppelhalle des neuen Rathauses Hannover
- 1993: Marat/de Sade von Peter Weiss. Warenannahme, Kulturzentrum Faust Hannover
- 1993: Sladek von Ödön von Horvath. JVA Hameln
- 1993: Wie ein blutig Eisen. Eine Collage aus Frauenmonologen von der Antike bis zur Gegenwart. Stadttheater Peine
- 1994: SerienTheater. Neun Monate mit wöchentlichen Auftritten im Lindener Ratskeller (Gig) Hannover
- 1994: Was ihr wollt von William Shakespeare. Warenannahme, Kulturzentrum Faust Hannover
- 1995: Frühlingserwachen von Frank Wedekind. Ein Wanderstück zwischen zwei Schulen. Hannover
- 1998: Als die Welt noch jung war nach dem gleichnamigen Buch von Jürg Schubiger. UA Theater Görlitz. TaK Görlitz
- 1998: Auch ich habe in Arkadien gelebt. Eine poetische Performance nach einer Erzählung von Ingeborg Bachmann. Eine Wanderung durch die Fachhochschule Görlitz
- 1998: König Ubu von Alfred Jarry. Theater Görlitz. TaK Görlitz
- 1999: Angstschweiß oder …wie aus Monologen ein Stück wird. Basisprojekt Schauspiel. Die Etage Berlin
- 1999: Und wo bleibt Claire Waldoff? von Dorothee Wendt. Ein Chansontheater. UA Saalbau Neukölln (Berlin)
- 2002: Clara Schumann oder die Kunst eine Rose zu pflücken von Dorothee Wendt. UA Saalbau Neukölln (Berlin)
- 2006: Mein erster Kuss von Thomas Aye. UA Frankfurt am Main
- 2008: Leonce und Lena von Georg Büchner. Theater Frankfurt/Oder
- 2009: Woyzeck meets Leonce & Lena nach Georg Büchner. Fachbereich Kunst und Musik in der Universität Bielefeld
- 2013: Laß mein Aug´ den Abschied sagen. Deutsche Schule Moskau. Moskau